# Jan Pieter Lonbar Petri
Jan Pieter Lonbar Petri (Haarlem, 29 september 1826 - Bloemendaal, 5 augustus 1881) was vanaf 8 juni 1853 tot aan zijn overlijden burgemeester van Bloemendaal.

## Biografie
Lonbar Petri vervulde naast zijn burgemeesterschap daar tevens het ambt van gemeentesecretaris. Bij zijn zilveren ambtsjubileum op 8 juni 1878 bleek wel hoe geliefd hij was bij de bevolking. De dorpskern Overveen werd voorzien van erepoorten en zijn ambtswoning aan de Zijlweg werd fraai versierd. Er was ook een groot kinderfeest bij Kraantje Lek, waaraan alle schoolkinderen uit de gemeente deelnamen en hem toezongen. Van een aantal inwoners ontving hij een geschilderd portret, dat kan worden geopend, waarna de namen van de schenkers te zien zijn. Dit schilderij hangt nog steeds in het gemeentehuis. Hij ligt begraven op de Algemene Begraafplaats aan de Bergweg in Bloemendaal (graf G1).

## Bron
- A.M.G. Nierhoff, Bloemendaal. Lanen en wegen. Hun naam en geschiedenis. 1963